# Dickichtwaldsänger

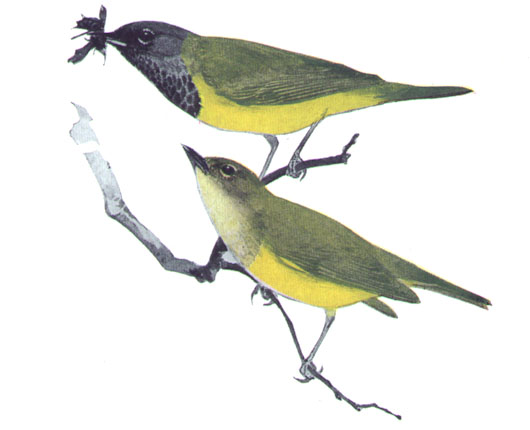
Paar des Dickichtwaldsängers, Illustration

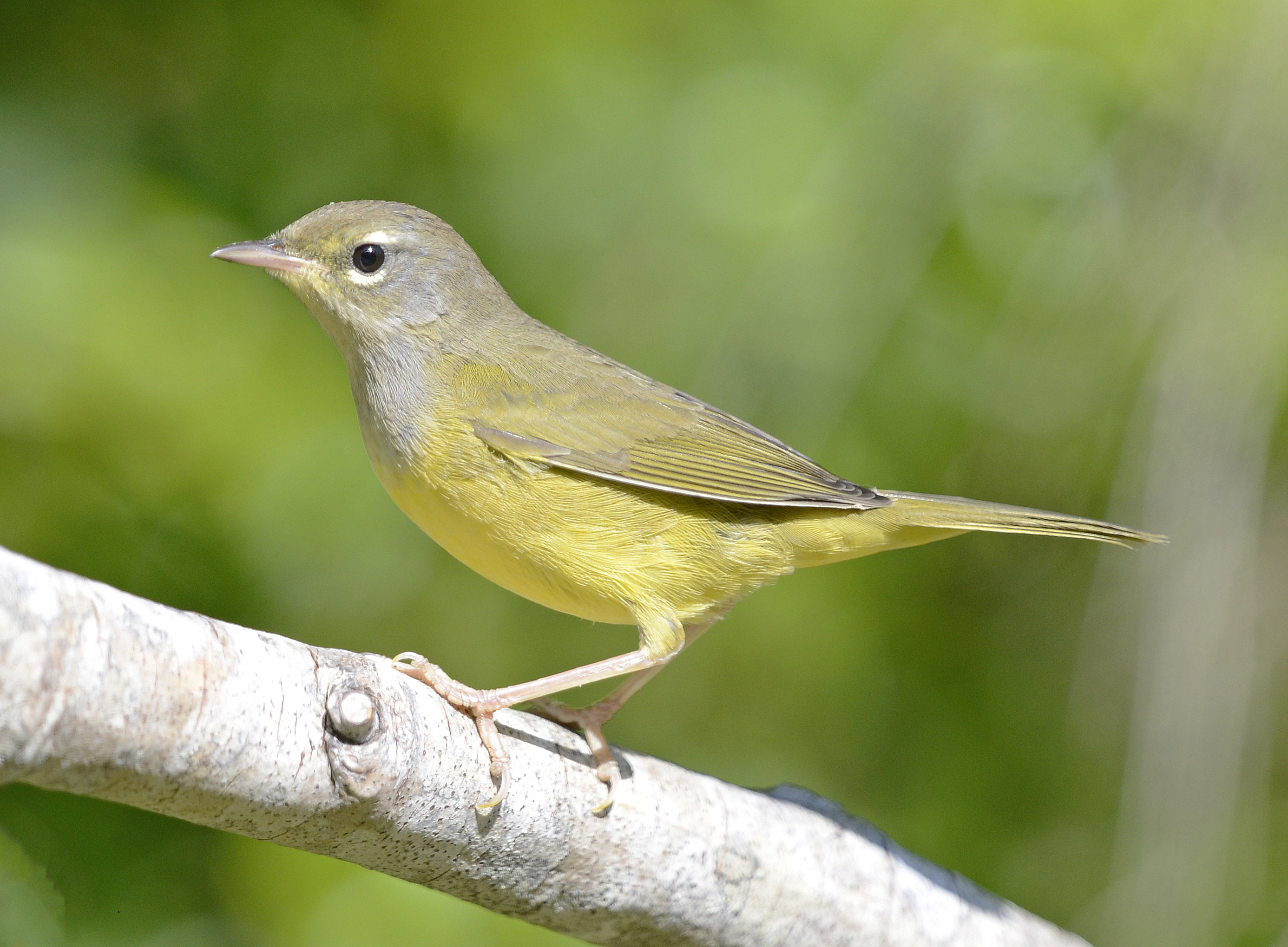
Weiblicher Dickichtwaldsänger

Verbreitungsgebiet des Dickichtwaldsängers:
Brutgebiete
Überwinterungsgebiete

Der Dickichtwaldsänger (Geothlypis tolmiei, Syn.: Oporornis tolmiei) ist ein kleiner insektenfressender Vogel aus der Gattung der Gelbkehlchen (Geothlypis) in der Familie der Waldsänger (Parulidae).
Dickichtwaldsänger haben eine Körperlänge von etwa dreizehn Zentimetern. Das Oberseitengefieder ist olivgrün; das Unterseitengefieder hellgelb. Bei dem Männchen ist das Kopf- und Brustgefieder dunkelgrau bis schwarz; bei den Weibchen und Jungvögel ist der Kopf hellgrau bis grau. Um die Augen tragen sie einen weißen unterbrochenen Ring. 
Ihre Brutgebiete befinden sich in den Wäldern im Westen der USA und im Westen von Kanada. Den Winter verbringen sie in Mittelamerika.